# حبوب منع الحمل المركبة
حبوب منع الحمل (COCP) هي وسيلة من إحدى وسائل تنظيم الحمل والتي تحتوي على هرموني الإستروجين (الاستراديول) والبروجيستيرون (البروجيستين). عندما يتم تناولها عبر الفم، فانها تضعف من خصوبة المرأة. بدأ استخدامها في الولايات المتحدة في عام 1960 وتعتبر وسيلة شائعة للتحكم بالنسل، حيث تستخدمها الآن أكثر من 100 مليون سيدة حول العالم.
وما يقارب 12 مليون امرأة في الولايات المتحدة. بحلول عام 2012, حوالي 16% من النساء في الولايات المتحدة اللاتي تتراوح أعمارهن بين 15-44 صرحوا باستخدامهن لحبوب منع الحمل، مما يجعل هذه الحبوب الوسيلة الأكثر شيوعًا في الاستخدام لمنع الحمل بين النساء في هذه الفئة العمرية. يختلف الاستخدام بشكل كبير حسب الدولة والعمر، والتعليم، والحالة الاجتماعية. ما يقارب ثلث النساء اللاتي تتراوح أعمارهن بين 16- 49 في المملكة المتحدة يستخدمون حاليًا إما الحبوب المشتركة أو حبوب البروجستيرون فقط، مقارنةً مع 1% فقط من النساء في اليابان.
نوعان منهما على قائمة منظمة الصحة العالمية للأدوية الأساسية، والتي هي أكثر الأدوية أهمية المطلوبة في النظام الصحي الأساسي. كانت حبوب منع الحمل عاملًا محفزًا للنشوة الجنسية.

## الاستخدام الطبي

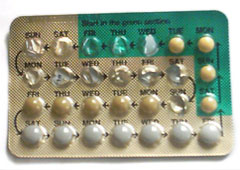
صورة لعلبة حبوب دوائية من فئة موانع الحمل طريق الفم

ينبغي أن يتم تناول حبوب منع الحمل الفموية المركبة كل يوم في نفس الوقت. إذا تم نسيان تناول حبة أو أكثر لما يزيد عن 12 ساعة، فإن حماية منع الحمل ستتقلص. أغلب العلامات التجارية لحبوب منع الحمل يتم تعبئتها في واحد من عبوتين مختلفتين في الحجم، مع تحديد الأيام لدورة ال 28 اليوم. بالنسبة للعبوة ذات ال 21 حبة، فإنه يتم تناول حبة يوميًا لمدة ثلاثة اسابيع، ويعقبها أسبوع بدون تناول أيّ حبوب. أما العبوة ذات ال 28 حبة، يتم تناول 21 من حبوب منع الحمل، ثم يتبعها أسبوع تتناول فيه حبوب وهمية أو سكرية.
إن المرأة التي تتناول حبوب منع الحمل ستتعرض لنزيف انسحاب خلال فترة تناول الحبوب الوهمية، ولكنها ستبقى محمية من الحمل خلال هذا الاسبوع. هناك أيضًا نوعان من أحدث أنواع حبوب منع الحمل (Yaz 28 and Loestrin 24 Fe) والتي تتضمن 24 يومًا من تناول حبوب الهرمون النشطة، و 4 أيام من الحبوب الوهمية.

## حبوب منع الحمل الوهمية
حبوب منع الحمل الوهمية تتيح لمستخدميها تناول حبة يوميًا، والإبقاء على العادة اليومية في تناولها حتى خلال الاسبوع الخالي من الهرمونات. قد تحتوي حبوب منع الحمل الوهمية على مكملات حديد، حيث يزيد الاحتياج إلى الحديد خلال فترة الحيض.
إن التقصير في تناول حبوب منع الحمل خلال الأسبوع الوهمي لا يؤثر على فعالية الحبوب، بشرط أن يتم استئناف تناول حبوب منع الحمل النشطة في نهاية الأسبوع.
كان يُعتقد بأن نزيف الانسحاب الذي يحدث خلال فترة الانقطاع عن تناول حبوب منع الحمل الفعالة كان مطمئنًا، كتأكيد عضوي لعدم وجود حمل. إن عبوة حبوب منع الحمل ذات 28 حبة أيضًا تحاكي متوسط دورة الطمث، على الرغم من أن التغييرات الهرمونية التي تحدث خلال دورة حبوب منع الحمل تختلف اختلافا كبيرًا عن التبويض العادي في الدورة الشهرية. تعمل حبوب منع الحمل على كبح الدورة الشهرية، ويحدث نزيف الانسحاب خلال فترة تناول حبوب منع الحمل الوهمية. نزيف الانسحاب من الممكن أيضًا التنبؤ به. يمكن ان يكون النزيف غير المتوقع عارضًا جانبيًا للحمية الفعالة على المدى الطويل.

## الامتناع عن أو تقليل الحبوب الوهمية
إذا كانت تشكيلة حبوب منع الحمل أحادية الطور، فإنه من الممكن تخطّي النزيف الانسحابي والبقاء محمية ضد الحمل من خلال تخطي حبوب منع الحمل الوهمية والبدء مباشرة بالعبوة التالية. إن القيام بهذا مع حبوب منع الحمل ذات التشكيلات ثنائية وثلاثية الطور ينطوي على مخاطر حدوث نزيف مفاجئ وقد يكون غير مرغوب فيه. ولكنه رغم ذلك لن يزيد من احتمالية حدوث حمل.
ابتداءً من عام 2003, أصبحت النساء قادرات على استخدام نسخة ذات الثلاثة شهور من حبوب منع الحمل. وبشكل مشابه لأثر استخدام صيغة ثابتة للتشكيلة وتخطي الاسابيع الوهمية في الثلاثة أشهر، فإن الحبوب الموسمية له فوائد تتمثل بدوراتٍ أقل تكررًا، مع تراجع محتمل للنزيف المفاجئ.
Sasanqua هي نسخةٌ أخرى أيضًا حيث يتم استبدال الأسبوع الوهمي كل ثلاثة أشهر بأسبوع ذا جرعة منخفضة من الاستروجين.
تم ايضًا إعداد نسخة جديدة من حبوب منع الحمل المشتركة والتي تعمل على التخلص كليًا من حبوب منع الحمل الوهمية ونزيف الانسحاب. بعد تسويقها باسم Anya أو Libel, أظهرت الدراسات أنه وبعد 7 شهور لم يعد ما يقارب 71% من المستخدمين يعانون نزيفًا مفاجئًا، وهو أكثر الاعراض الجانبية الشائعة عند الاستمرار في تناول الحبوب الفعالة دون فترات توقف.

## الفعالية
إن الاحتمالية المتوقعة لحدوث حمل خلال السنة الأولى من الاستخدام الأمثل لحبوب منع الحمل تبلغ حوالي 0.3%, وتبلغ احتمالية حدوث الحمل خلال السنة الأولى من الاستخدام النموذجي لحبوب منع الحمل حوالي 9%. إن نسبة الفشل في الاستخدام الأمثل محددة بناءً على مراجعة لمعدلات الحمل في التجارب السريرية، كما أن نسبة الفشل في الاستخدام النموذجي محددة بناءً على متوسط مرجح للتقديرات ما بين عامي 2005 و 2002 في المسوح الوطنية الأمريكية للنمو الأسري، تصحيحًا لقلة الإعلان عن حالات الجهاض.
هناك عدة عوامل تؤثر في كون فعالية الاستخدام النموذجي أقل من فعالية الاستخدام الأمثل:
- أخطاء تقع على عاتق من يقوم بتوفير الارشادات حول استخدام هذه الطريقة.
- أخطاء من قِبل المستخدم.
- عدم امتثال المستخدم للتعليمات عن معرفة مسبقة
على سبيل المثال، قد يتم اعطاء أحد مستخدمي اساليب منع الحمل الفموية معلومات خاطئة من قبل مزود الرعاية الصحية مثل وتيرة الاستهلاك، ونسيان تناول الحبة ذات يوم، أو ببساطة عدم الذهاب إلى الصيدلية لتجديد الوصفة الطبية.
توفر حبوب منع الحمل الفموية المشتركة منعًا فاعلًا للحمل من أول حبة إذا تم البدء بها خلال أول 5 أيام من بداية الدورة الشهرية (في غضون خمسة أيام من اليوم الأول من الطمث). إذا تم البدء بتناولها خلال أي وقت آخر في الدورة الشهرية، فإن حبوب منع الحمل توفر منعًا فاعلا للحمل بعد 7 أيام من الاستخدام المتواصل لحبوب منع الحمل الفعالة، لذلك يجب أن يتم استخدام وسيلة احتياطية لمنع الحمل إلى حين أن يتم تناول حبوب منع الحمل ل 7 أيام متتالية. يجب ان يتم تناول حبوب منع الحمل الفموية تقريبًا في نفس الموعد كل يوم.

## قد تتضاءل فعالية وسائل منع الحمل بسبب
1- تفويت تناول أكثر من حبة في العبوة.
2- التأخر في البدء في العلبة الجديدة من الحبوب النشطة (أي تمديد الفترة الخالية من تناول الحبوب، أن تمتد فترة الحبوب الوهمية غلى أكثر من 7 أيام)
3- سوء الامتصاص المعوي للحبوب النشطة سواء بسبب القيء أو الاسهال
4- تفاعلات الأدوية مع الحبوب النشطة والتي تقلل مستويات الاستروجين والبروجسترون لمنع الحمل.
إن فاعلية حبوب منع الحمل الفموية المركبة لا تختلف سواء كأن يتم تناول الحبوب النشطة بشكل متواصل ولفترات مطولة، أو إذا كان يتم تناولهم ل 21 يوم نشطة و7 أيام وهمية.

## تعليمات للحبوب التي يتم تفويتها
- اقل من 12 ساعة: تناول الحبة التي فوتتها بأقرب وقت ممكن.
- ما بين 12 إلى 24 ساعة: تناول حبة واحدة بأقرب وقت ممكن، مع الامتناع عن الجماع أو استخدم وسيلة أخرى لمنع الحمل.
- أكثر من 24 ساعة: تناول حبة واحدة في أقرب وقت ممكن، وقم بسؤال الطبيب إذا كان بالإمكان تناول حبة ثانية ذلك اليوم، وإذا ما كان يجب استخدام الحبات التي تم تفويتها في هذا الشهر. مع الامتناع عن الجماع، أو استخدام وسيلة أخرى لمنع الحمل لمدة 7 أيام على الاقل.
في حالة حدوث الحيض، يجب الانتظار لمدة اسبوع ثم البدء بمجموعة جديدة من الحبوب. إذا كانت الحبوب لا تتبع دورة شهرية، اسأل الطبيب للمزيد من المعلومات.

## الاستخدام لغير منع الحمل
يتم ايضًا استخدام الهرمونات في حبوب منع الحمل لعلاج حالات طبية أخرى، مثل متلازمة تكيس المبايض، وبطانة الرحم، وانقطاع الطمث، وتشنجات الحيض، والتحلل، وغزارة الطمث (نزيف الطمث المفرط), وفقر الدم المرتبط بالحيض وعسر الطمث (الطمث المؤلم). على الرغم من استخدامها الكبير في علاج هذه الحالات، فإن حبوب منع الحمل الفموية لم يتم الموافقة عليها من قبل إدارة الأغذية والعقاقير الأمريكية لمثل هذه الاستخدامات بسبب الافتقار إلى الدليل العلمي القاطع أن فوائدها تفوق المخاطر الناجمة عنها. بالإضافة لذلك، يتم أحيانًا وصف حبوب منع الحمل الفموية كعلاج لحب الشباب الخفيف أو المعتدل، على الرغم من أنه لم تتم الموافقة عليها من قبل منظمة الاغذية والعقاقير الأمريكية لهذا الغرض. تم الموافقة على ثلاثة أنواع مختلفة من وسائل منع الحمل الفموية من قبل منظمة الاغذية والعقاقير من اجل علاج حب الشباب المعتدل إذا كان العمر لا يقل عن 14 أو 15 سنة، وبدأت فعلًا بالحيض، وتحتاجُ إلى وسائل منع حمل. هذا يتضمن Ortho-tri cyclen، Estrostep, YAZ. وعلى الرغم من أن حبوب منع الحمل يتم وصفها احيانا لحث الحيض بشكل منتظم لدى النساء اللاتي يعانين من عدم انتظام الدورة الشهرية، فإنها تقوم فعليًا بكبح الدورة الشهرية الطبيعية ومن ثم محاكاتها بدورة شهرية منتظمة لمدة 28 يومًا.
إن النساء اللاتي يعانين من ضعف الدورة الشهرية نظرًا لثلاثي البطولة الرياضية يتم أحيانًا اعطائهم حبوب منع الحمل الفموية حيث تقوم بخلق نزيف دورات الطمث. مع ذلك، فإن السبب الكامن وراء هذه الحالة هو نقص الطاقة ويجب أن يتم معالجته من خلال تعديل التوازن بين السعرات الحرارية التي يتم تناولها وتلك التي يتم حرقها خلال التدريبات. لا يجب أن يتم استخدام حبوب منع الحمل كعلاج اولي للنساء في البطولات الرياضية.

## تفاعلات الأدوية
تعمل بعض الأدوية على تقليل تأثير حبوب منع الحمل وقد تؤدي إلى حدوث نزيف مفاجئ، أو زيادة فرصة حدوث حمل. هذه الادوية تتضمن الريفامبيسين، الباربيتورات، الفينيتوين وكاربامازيبين. بالإضافة إلى التحذيرات من المضادات الحيوية واسعة النشاط، مثل الأمبيسلين والدوكسيسيكلين، والتي قد تسبب مشاكل تتمثل في إضعاف البكتيريا المسؤولة عن إعادة تدوير ايثينيل استراديول من الامعاء الغليظة (BNF 2003)

## الأعراض الجانبية
من الأمور المتفق عليها بشكل عام ان المخاطر الصحية لوسائل منع الحمل الفموية أقل من تلك الناتجة عن الحمل والولادة وأن «الفوائد الصحية لأي وسيلة من وسائل منع الحمل أكثر بكثير من المخاطر الناتجة عنها». وقد جادلت بعض المنظمات الصحية بأن المقارنة بين وسائل منع الحمل وعد استخدام وسيلة (الحمل) هو امر ليس مرتبطًا، وعوضا عن ذلك، فإن المقارنة بين درجة الامان بين الوسائل المختلفة يجب ان يكون متوفرًا.

## بشكل عام
إن المصادر المختلفة تشير إلى حالات مختلفة من الاثار الجانبية. من أكثر الاعراض الجانبية شيوعًا النزيف المفاجئ. أظهرت مقالة مراجعة فرنسية في عام 1992 أنه حوالي 50% من المستخدمين الجدد ينقطعون عن استخدام حبوب منع الحمل قبل نهاية السنة الأولى بسبب الانزعاج من الاثار الجانبية مثل النزيف المفاجئ وانقطاع الطمث. وجدت إحدى الدراسات ان النساء اللاتي يستخدمن حبوب منع الحمل تراجعت بنسبة 32% عن أوائلك اللاتي لا يستخدمن وسائل منع الحمل.